# Колеса у вогні
«Колеса у вогні» (англ. Wheels of Fire) — американо-філіппінський постапокаліптичний бойовик 1985 р. режисера Сіріо Сантьяго.

## Сюжет
Жахлива катастрофа практично погубила цивілізацію Землі. Залишки тих, хто вижив, розділилися на окремі групи. Частина з них намагається побудувати колишнє життя або хоча б налагодити мирне існування. Інші, користуючись анархією, збилися в банди і займаються грабунком та насильством.
Серед банд особливо виділяється жорстокістю група під проводом Скуржа. Прекрасно озброєні бандити на мотоциклах і джипах грабують, вбивають, крадуть людей, щоб перетворювати їх на рабів або продавати в публічні будинки.
Під час одного з нападів бандити викрадають молоду жінку, яка виявляється сестрою головного героя на ім'я Трейс. Трейс подорожує по пустелі на потужному автомобілі, обладнаному різними смертоносними пристроями. Трейс намагається врятувати сестру. Для цього йому доведеться пройти через безліч випробувань — страшну сутичку в підземеллі, закохати в себе і провести ніч з найманкою Стінгер, попрацювати в конвої «Братства власників», познайомитися на космодромі з науковцями, і планують побудувати космічний корабель і полетіти з недружньої планети. Пройшовши через ці пригоди, Трейс вириває сестру з рук бандитів Скуржа.

## Ролі
- Гері Воткінс — Трейс
- Лора Бенкс — Стінгер
- Лінда Вайсмейер — Ерлі
- Лінда Гровенор — Спайк
- Джо Марі Авелана — Скурж
- Джозеф Зукер — Віц
- Джек С. Деніелс — Скаген
- Стів Парвін — Бо

## Виробництво
«Колеса у вогні» створений під впливом «Божевільний Макс», як і багато інших фільмів в жанрі антиутопії і постапокаліптики. Схожі сюжет, персонажі героїв, зображення землі і різні прикмети людської цивілізації після катастрофи — банди байкерів, нестача палива, засоби пересування (мотоцикли, автомобілі). Навіть зовні Трейс нагадує Макса Рокатанські.

## Критика
Рейтинг фільму на сайті IMDb — 5,6/10.

## Цікаві факти
- Виконавиця ролі сестри головного героя Лінда Вайсмаєр — «дівчина місяця» (англ. Playmate of the Month) журналу «Playboy» в липні 1982 р.